# Swirl
Swirl (englisch für Wirbel oder Strudel) ist die Bezeichnung für sehr helle, wirbelförmige Albedo-Formationen auf der Oberfläche des Mondes. Sie haben kein Relief und sind mit einer magnetischen Anomalie verknüpft. Die Strukturen sind sehr selten und können bisher noch nicht schlüssig erklärt werden.

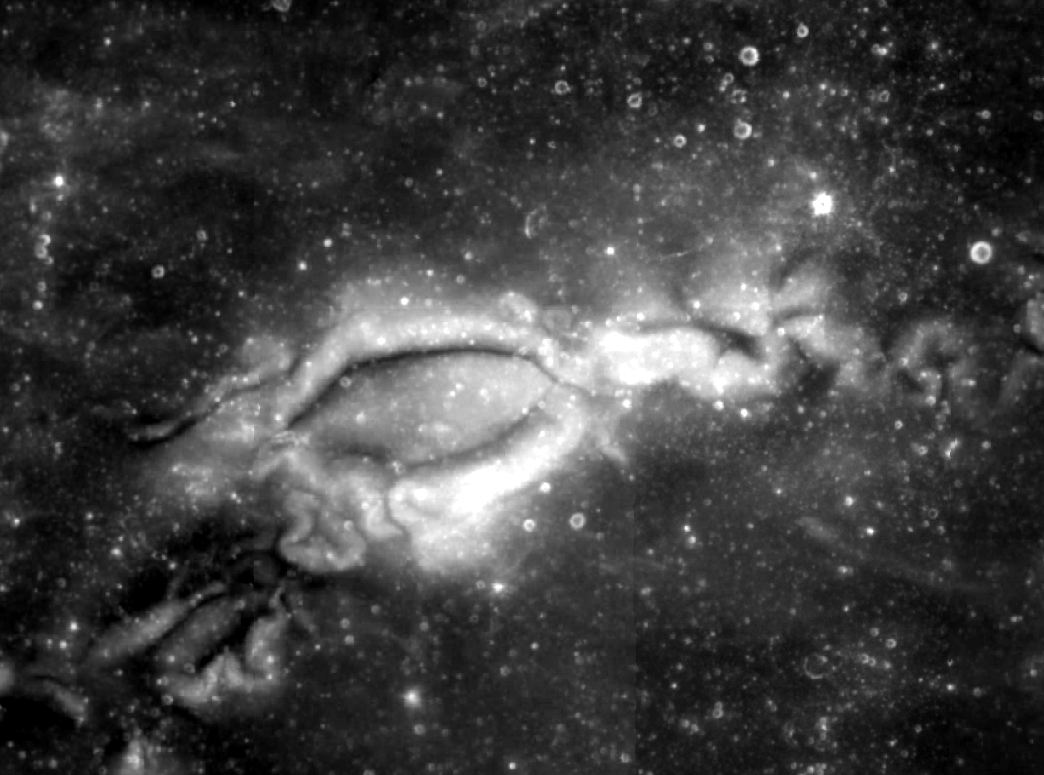
Swirl Reiner Gamma, Aufnahme durch Clementine

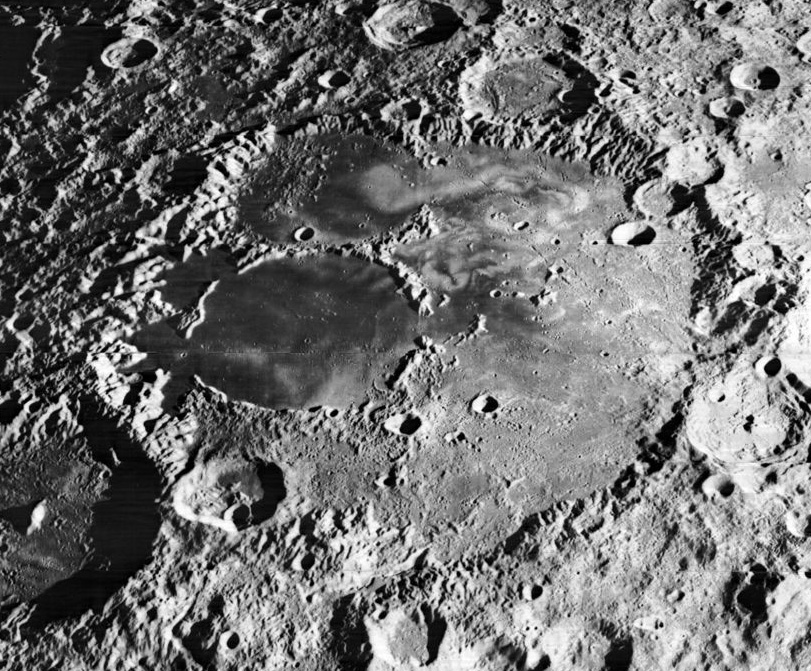
Mare Ingenii mit Swirl (Lunar Orbiter 2)

Eine deutsche Bezeichnung für sie gibt es in der wissenschaftlichen Literatur nicht; darüber hinaus werden sie auch Mondwirbel genannt.

## Beschreibung
Swirls gibt es nur auf dem Mond. Bisher (Stand Februar 2024) sind lediglich elf Exemplare bekannt:
- auf der Mondvorderseite:
  - das markanteste Objekt, Reiner Gamma, im Oceanus Procellarum
  - der Rima-Sirsalis-Swirl am Südwestrand des Oceanus[2]
  - im südlichen Hochland
    - der Airy-Swirl – zwischen Krater Airy und dem westlicheren Parrot C
    - der Descartes-Swirl am Nordrand des namensgebenden Kraters[3]
- auf der erdabgewandten Seite
  - der Marginis-Swirl, der von der Mondrückseite beim Krater Al-Biruni bis auf das nördliche Umfeld des Kraters Goddard auf der Vorderseite übergreift
  - am Mare Moscoviense
  - am Mare Ingenii
  - die Gebiete der Krater
    - Firsov
    - Gerasimovich
    - van de Graaff[4]
    - Hopmann.[2]

Die Exemplare auf dem helleren Mondhochland, wie der Marginis- und besonders der Descartes-Swirl, heben sich dort weniger gut ab als die innerhalb der dunklen Mareflächen liegenden.
Im Unterschied zum restlichen Mond haben die Swirls ein eigenes Magnetfeld. Diese magnetischen Anomalien werden als MAGCON bezeichnet, dem Akronym für Magnetic Concentration (siehe auch Mascon). Sie könnten den Mondboden vor den geladenen Teilchen des Sonnenwindes abschirmen und ein schnelleres Nachdunkeln des Bodenmaterials (Weltraumverwitterung) verhindern.

## Theorien zur Entstehung
Mit Ausnahme von Reiner Gamma liegen alle Swirls jeweils gegenüber einem großen Einschlagbecken. Da die großen Mare-Becken nur auf der Vorderseite vorkommen, erklärt sich daraus das Vorherrschen der Swirls auf der Mondrückseite. Diese Anordnung hat zu der Vermutung geführt, dass die Swirls das antipodische Ergebnis von Schockwellen der großen Einschläge sind.
Die Theorien, nach der die Swirls Reste von eingeschlagenen Kometenkernen wären, können nicht deren ungleichmäßige Verteilung erklären. Zudem konnten durch die Raumsonde MESSENGER auf dem Merkur keine derartigen Strukturen entdeckt werden, obwohl dessen Bahn in der größeren Sonnennähe häufiger von Kometen gekreuzt wird.